# Валлаш
Валлаш — река в России, протекает в Печенгском районе Мурманской области. Протекает через озеро Хутоявр, ниже озера называется Хута. Устье реки находится в 38 км по левому берегу реки Акким. Длина реки составляет 32 км, площадь водосборного бассейна 212 км².

## Данные водного реестра
По данным государственного водного реестра России относится к Баренцево-Беломорскому бассейновому округу, водохозяйственный участок реки — Тулома от истока до Верхнетуломского гидроузла, включая Нот-озеро. Речной бассейн реки — бассейны рек Кольского полуострова, впадает в Баренцево море.
Код объекта в государственном водном реестре — 02010000312101000002384.